# Liste der Monuments historiques in Rouffignac
Die Liste der Monuments historiques in Rouffignac führt die Monuments historiques in der französischen Gemeinde Rouffignac auf.

## Liste der Bauwerke
| Bezeichnung          | Beschreibung              | Standort | Kennzeichnung | Schutzstatus | Datum | Bild           |
| -------------------- | ------------------------- | -------- | ------------- | ------------ | ----- | -------------- |
| Kirche St-Christophe | Erbaut im 12. Jahrhundert | (Lage)   | PA00105153    | Inscrit      | 1925  | weitere Bilder |